# Açude Tucunduba
Açude Tucunduba é um açude brasileiro no estado do Ceará.
Está construído sobre o leito do rio Tucunduba no limite dos municípios de Senador Sá e Marco. Nas margens do açude estão as sedes dos distritos de Serrota (Senador Sá) e Panacuí (Marco).
Foi construído pelo DNOCS, tendo suas obras concluídas em 1919.
Sua capacidade é de 40.200.000 m³ e a vazão regularizada é de 1,14 m³/s.
O nome foi dado segundo o distrito de Tucunduba que fica as margens do Açude.
Um dos momentos mais festivos do açude é a corrida de canoagem realizada em Julho.